# Trận Manila (1945)
Trận Manila diễn ra từ ngày 3 tháng 2 đến 3 tháng 3 năm 1945, giữa quân đội Hoa Kỳ, Thịnh vượng chung Philippines và quân đội Nhật Bản là một phần của Chiến dịch Philippines (1945) của quân Đồng Minh. Trong vòng một tháng, chiến sự diễn ra ác liệt và gây tàn phá một cách khủng khiếp thành phố Manila khiến đây trở thành một cuộc chiến tranh đô thị đẫm máu nhất trên chiến trường Thái Bình Dương, đồng thời chấm dứt 3 năm chiếm đóng của lực lượng Nhật Bản ở quần đảo Philippines (1942–1945). Chiến thắng tại đây đánh dấu sự thành công hoàn toàn của tướng Douglas MacArthur trong chiến dịch giành lại Philippines.

## Bối cảnh
Ngày 9 tháng 1-1945, Tập đoàn quân số 6 do Trung tướng Walter Krueger chỉ huy đổ bộ lên bờ biển ở vịnh Lingayen và bắt đầu một cuộc hành quân nhanh chóng về hướng Nam.
Ba tuần sau vào ngày 31 tháng 1, Tập đoàn quân số 8 Hoa Kỳ dưới quyền Trung tướng Robert L. Eichelberger, bao gồm Trung đoàn Bộ binh nhẹ 187 và 188 do Đại tá Robert H. Soule, được Sư đoàn không vận 11 do Thiếu tướng Joseph M. Swing Nasugbu nam đảo Luzon và bắt đầu tiến về Manila. Trong khi đó, Trung đoàn chiến thuật 511 thuộc Sư đoàn 11 A/B do Đại tá Orin D. "Hardrock" Haugen nhảy dù xuống dãy núi Tagaytay Ridge ngày 4 tháng 2 và hành quân về phía bắc.
Đến ngày 4 tháng 2, cuộc hành quân thần tốc của quân Mỹ tiến về Manila bắt đầu. Sử dụng những tin tức tình báo có được từ những người lính du kích Philippines, các đơn vị Mỹ đã dễ dàng tiến qua những cái cầu chưa bị quân Nhật phá và lội qua những đoạn sông an toàn.

### Quân Nhật phòng thủ
Khi quân Mỹ tiến về Manila từ nhiều hướng khác nhau, họ chạm trán với các đơn vị Nhật đang rút lui chiến thuật về tuyến phòng thủ vòng ngoài của Manila do được lệnh của Tướng Yamashita Tomoyuki, chỉ huy trưởng lực lượng Nhật trên quần đảo Philippines. Yamashita đã rút lui lực lượng chính của mình về thành phố Baguio, nơi ông ta dự định cầm chân quân Đồng Minh ở phía nam Luzon, nhằm tạo điều kiện cho một cuộc đổ bộ tiếp ứng của quân đội Nhật.
Từ năm 1942, Tướng Douglas MacArthur đã tuyên bố Manila là một thành phố mở trước khi cuộc chiến đấu tại đây diễn ra. Mặc dù Yamashita chưa bao giờ làm việc đó vào năm 1945, và ông cũng không có ý định phòng thủ tại Manila; lý do là ông nghĩ rằng quân Nhật không có khả năng nuôi sống dân số 1 triệu người ở đây và bảo vệ vô số các cấu trúc bằng gỗ được xây dựng ở hầu hết các con đường ở Manila. Ban đầu, Tướng Yamashita đã yêu cầu trưởng nhóm Shimbu, Tướng Yokoyama Shizuo, sơ tán lực lượng Nhật ra khỏi thành phố và phá hủy tất cả các cây cầu cũng như những cơ sở thiết yếu khác ngay khi lực lượng Mỹ xuất hiện.
Tuy nhiên, Chuẩn Đô đốc Iwabuchi Sanji được giao nhiệm vụ chiếm giữ thành phố Manila và được nhận lệnh phải chiến đấu đến người cuối cùng. Bất tuân lệnh Yamashita, ông đã yêu cầu Lực lượng Phòng thủ trên biển của Manila, một lực lượng tập hợp nhiều thành phần gồm các thủy thủ, lính thủy đánh bộ và lính hải quân cùng 1 sư đoàn bộ binh tiến vào thành phố. Họ khám phá ra nhiều vị trí phòng thủ thuận lợi như khu vực Intramuros và các tòa nhà gần đó. Sau khi dẹp bỏ từng vị trí nhỏ nhất của quân Đồng Minh ở vòng ngoài thậm chí là ở những nơi ít có giá trị phòng thủ như cầu và đường mòn, Iwabuchi cho đặt các bãi mìn, dây thép gai, các hệ thống hào ăn với nhau, và đặt vô số các xe đẩy làm chướng ngại nhằm thiết lập những cái bẫy theo cấu trúc cổ chai đánh lừa quân Đồng Minh tiến vào. Ở khu vực ngoại ô, quân Nhật bố trí hàng rào kẽm gai, hố chông được bảo vệ bởi 2 tiểu đoàn bộ binh trang bị súng máy, súng cối và cả pháo hạng nặng 150 ly. Mọi sự chuẩn bị đã hoàn tất, sau đó Iwabuchi ra lệnh cho tất cả binh lính sẵn sàng vào khu vực phòng thủ, trong tay ông có khoảng 10.000 lính hải quân và 11.000 lính bộ binh Nhật đang đón chờ cuộc tấn công của người Mỹ.

## Diễn biến

### Giải phóng tù nhân tại Santo Tomas

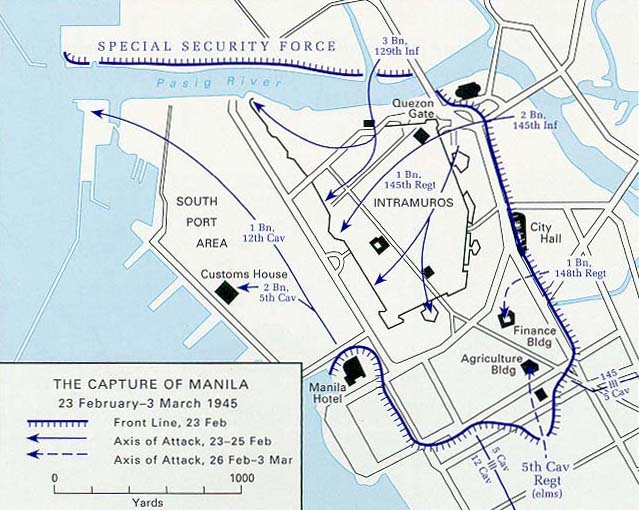
Bản đồ trận Manila

Vào ngày 3 tháng 2, các đơn vị thuộc Sư đoàn Kỵ binh số 1 Hoa Kỳ do Thiếu tướng Verne D. Mudge chỉ huy tiến vào vùng ngoại vi phía bắc Manila và bao vây một cây cầu trọng yếu bắc qua sông Tuliahan, ngăn cách họ và thành phố. Một toán lính thuộc Trung đoàn Kỵ binh số 8 do Chuẩn tướng William C. Chase chỉ huy là đơn vị đầu tiên tiếp cận được thành phố đã thực hiện một cuộc đột kích vào khuôn viên trường Đại học Santo Tomas vốn được quân Nhật sử dụng làm trại giam các nhân viên dân sự và y tá Mỹ, và nơi đây được biết đến với cái tên "Thiên thần của Bataan".
Kể từ ngày 4 tháng 1 năm 1942, trong khoảng thời gian 37 tháng, tòa nhà chính của trường đại học được sử dụng làm nơi giam giữ các nhân viên dân sự với số lượng tù nhân gồm 4.255 người, trong đó 466 người chết khi đang bị giam giữ, ba người bị giết trong một nỗ lực đào thoát vào ngày 15 tháng 2 năm 1942. Chỉ duy nhất 1 người đào thoát thành công vào đầu tháng 1 năm 1945.
Vào lúc 21:00 giờ, một chiếc xe jeep húc vào cổng chính trại giam mở màng cuộc chạm súng tại đây, và tài xế điều khiển xe là Đại tá Manuel Colayco, thuộc cánh du kích của lực lượng Hoa Kỳ tại Viễn Đông, trở thành người đầu tiên hi sinh trong cuộc đột kích táo bạo này. Ông và bạn chiến đấu là Trung úy Diosdado Guytingco dẫn đầu mở đường cho Sư đoàn Kỵ binh số một trong khi hai người không mang theo vũ khí. Colayco mất 6 ngày sau ở Trường Legarda, vốn được biến thành bệnh viện dã chiến. Đồng thời, một xe tăng M4 Sherman đơn độc của Tiểu đoàn thiết xa 44, có cái tên "Battlin' Basic," đâm vào bức tường rào của trường đại học trong khi 4 chiếc khác xâm nhập qua ngã Calle España. Những binh lính Mỹ và Philippines bám theo sau, và sau một cuộc đọ súng chóng vánh, họ giải phóng được tất cả tù nhân.
Quân Nhật, chỉ huy bởi Trung tá Toshio Hayashi, tập trung số tù nhân còn lại ở Tòa nhà giảng đường xem họ như các con tin để mặc cả với quân Mỹ và Philippines. Ngày tiếp theo, 4 tháng 2, họ cố gắng thương lượng để đi đến một thỏa thuận cho phép họ nhập với số quân Nhật ở phía nam thành phố. Lực lượng Mỹ và Philippines tán thành như chỉ cho phép họ mang theo súng trường, súng lục và gươm. Cùng ngày, một nhóm tuần tra từ Sư đoàn Bộ binh 37 và Sư đoàn Bộ binh 31 phát hiện hơn 1.000 tù binh chiến tranh, phần lớn là quân phòng thủ Bataan và Corregidor trước đây, bị giam giữ tại nhà tù Bilibid vốn đã bị bỏ lại bởi quân Nhật.
Buổi sáng ngày 5 tháng 2, 43 lính Nhật được hộ tống rời khỏi trường Đại học và đến nơi họ yêu cầu. Hai bên chào nhau rồi khởi hành. Tuy nhiên, quân Nhật lại không biết nơi họ yêu cầu được đến lại gần Lâu đài Malacañang bị quân Mỹ chiếm và sau đấy họ bị tấn công bởi hỏa lực quân Mỹ khiến cho một vài người trong số quân Nhật bị chết trong đó có Hayashi. Chiều hôm đó, những binh lính sống sót trở về Santo Tomas, và bị bắt giữ làm tù nhân trong cùng ngày.
Tổng cộng, 5.785 tù nhân được giải thoát: 3.000 Philippines, 2.870 người Mỹ, 745 người Anh, 100 người Úc, 61 người Canadia, 50 người Hà Lan, 25 người Ba Lan, 7 người Pháp, 2 người Ai Cập, 2 người Tây Ban Nha, một người Thụy Sĩ, một người Đức và một người Slovak.

### Cuộc bao vây và sự kiện thảm sát
Vào ngày 4 tháng 2, Tướng MacArthur đã loan báo về trận tái chiếm Manila sắp tới trong khi hội đồng cố vấn của ông đã chuẩn bị cho một cuộc duyệt binh chiến thắng. Nhưng thực tế rõ ràng là trận đánh đã bắt đầu từ trước đó. Các đơn vị là Sư đoàn Kỵ binh số 1 ở phía bắc và Sư đoàn Không vận 11 ở phía nam đã báo cáo về sự kháng cự quyết liệt của quân Nhật khi họ đang tiến sâu vào trong thành phố.
Tiết theo việc cánh quân Mỹ thọc sâu vào trận địa vào ngày 4 tháng 2, trận chiến tiếp tục kéo dài suốt một tháng sau đó. Trận đánh bây giờ là các cuộc chiến đấu ác liệt trên các đường phố và giành giật từng ngôi nhà. Ở phía bắc, Tướng Griswold tiếp tục chỉ huy các đơn vị thuộc Quân đoàn XIV xuất phát từ Đại học Santo Tomas tiến về phía con sông Pasig. Đến xế chiều ngày 4 tháng 2, ông ra lệnh cho Tiểu đội 2, Sư đoàn Kỵ binh 5, đi trước bao vây cầu Quezon, cây cầu duy nhất còn lại bắc qua sông Pasig mà chưa bị quân Nhật phá hủy. Khi tiểu đội tiếp cận được cây cầu, các súng máy hạng nặng được bố trí từ trước ở các hàng rào chắn ngang con đường nã đạn về phía họ, buộc tiểu đội phải dừng lại và rút lui cho tới hoành hôn. Khi quân Mỹ và Philippines quay trở lại, chiếc cầu đã bị phá hủy.
Ngày 5 tháng 2, Sư đoàn Bộ binh 3 bắt đầu tiến vào Manila, và Griswold phân chia khu vực bắc Manila thành hai vùng, trong đó Sư đoàn 37 phụ trách một nửa khu vực phía tây và Sư đoàn Kỵ bịnh số 1 phụ trách một nửa khu vực phía đông. Đến chiều ngày 8 tháng 2, Các đơn vị của Sư đoàn 37 đã quét sạch phần lớn quân Nhật trong khu vực của họ, và sự tàn phá gây ra cho các khu vực dân cư tại đây không phải là nhỏ. Thêm vào đó trước khi rút đi, quân Nhật cũng đã phá hủy các tòa nhà và cơ sở hạ tầng thiết yếu khiến cho sự tàn phá thành phố càng nặng nề.
Trận đánh ác liệt nhất tại Manila-và gây nhiều thiệt hại cho Sư đoàn 37-diễn ra trên đảo Provisor, một trung tâm công nghiệp nhỏ trên sông Pasig. Các quân du kích Nhật tại đây được cho là có số lượng ít hơn một tiểu đoàn, đã cầm chân quân Mỹ do Beightler chỉ huy cho đến ngày 11 tháng 2.
Trong khi đó Sư đoàn Kỵ binh số 1 của Mudge ít gặp khó khăn hơn, họ chỉ vấp phải vài cuộc kháng cự nhỏ lẻ tại vùng ngoại ô phía đông Manila. Mặc dù Trung đoàn Kỵ binh số 7 và 8 phải chiến đấu vất vả giành giật hai trung tâm cấp nước tại phía bắc thành phố cho đến ngày 10 tháng 2, họ vẫn tiếp tục mở rộng vùng kiểm soát của mình ở phía nam con sông. Và trong buổi tối cùng ngày hôm đó, Quân đoàn XIV lần đầu tiên kiểm soát được cả hai bờ con sông Pasig trong vùng của mình.
Cuộc tấn công hệ thống phòng thủ vòng ngoài của quân Nhật đến từ Sư đoàn Không vận 11, do Quân đoàn XIV chỉ huy kể từ ngày 10 tháng 2. Sư đoàn tạm dừng tại sân bay Nichols vào ngày 4 tháng 2 và sau đó họ vấp phải sự chống trả quyết liệt của quân Nhật từ các hệ thống hào vững chắc, được yểm trợ bởi những khẩu pháo được ngụy trang kín đáo, họ đánh nhau đẫm máu với quân Nhật dù thà chết chứ chịu không từ bỏ một tấc đất. Ngày hôm sau, các binh lính nhảy dù được chi viện đáp xuống sân bay, và sự bổ sung này cho phép Sư đoàn của Thiếu tướng Swing có thể khép chặt vòng vây đối với Manila vào đêm ngày 12 tháng 2.
Trong một nỗ lực bảo vệ thành phố và cư dân của nó, MacArthur đã đặt ra các hạn chế ngặt nghèo cho hỏa lực yểm trợ từ pháo binh và máy bay. Quân Nhật sử dụng các tòa nhà cao tầng, công sở và biến chúng thành những ổ kháng cự được trang bị súng máy, súng cối và pháo chống tăng 47 ly, dân thường Phillippines bị quân Nhật biến thành những lá chắn sống để che chở khỏi hỏa lực của Hoa Kỳ. Ban đầu, những thủy thủ, lính lục quân và lực lượng chi viện của Iwabuchi đã đẩy lùi thành công quân bộ binh Mỹ bằng súng máy, súng phun lửa, lựu đạn và bazooka. Quân Mỹ phải sử dụng cả xe tăng, xe tự hành chống tăng và lựu pháo để loại bỏ quân Nhật qua từng ngôi nhà một, tuy nhiên trong những đợt càn quét như vậy, thường dân hay bị mắc kẹt giữa làn đạn khi ở trong các ngôi nhà. Chiến sự trong thành phố bao gồm các trận đấu súng nhỏ đến những cuộc tấn công quy mô lớn gây ra sự tàn phá nặng nề.
Cuộc chiến diễn ra ác liệt và căng thẳng, quân Mỹ với sự yểm trợ đắc lực từ pháo binh và không quân bắt đầu vây lấn, giành giật với quân Nhật qua từng ngôi nhà, từng góc phố. Các binh lính Nhật trong tình thế bị bao vây, và sắp phải đối mặt với cái chết sắp đến hoặc là sẽ bị bắt làm tù binh, họ bắt đầu trút bỏ sự giận dữ và tuyệt vọng của họ lên những người dân vô tội bị bắt trong giao tranh. Những lính Nhật này đã phạm phải những hành động hung bạo, và tội ác nghiêm trọng, sự kiện vốn sau này được biết đến như là thảm sát Manila. Đó là những hành động cắt xẻo các bộ phận cơ thể, cưỡng hiếp và thảm sát những người dân thường ở lại để duy trì nhịp sống ở thành phố vốn đã hoang tàn.

### Trận đánh tại Intramuros
M4 Sherman trước cổng Fort Santiago tại đống đổ nát ở Intramuros, 28 tháng 2 năm 1945]]
Trận chiến tại Intramuros, nơi mà Iwabuchi giam giữ khoảng 4.000 dân thường làm con tin, tiếp diễn từ ngày 23 tháng 2 đến 28 tháng 2. Sau khi đã làm hao mòn lực lượng Nhật bằng các cuộc oanh tạc dữ dội, lực lượng Mỹ dùng đến pháo binh nhằm quét sạch và tiêu diệt số lính còn lại. Tuy nhiên, các thành lũy bằng đá cổ xưa được xây dựng từ các thế kỷ trước, các công sự ngầm, đặc biệt tại Sta. Lucia Barracks, Fort Santiago, và các khu phố bên trong bức tường của thành phố khiến nơi đây trở thành nơi trú ẩn thuận lợi cho quân Nhật. Chỉ có ít hơn 3.000 dân thường thoát khỏi cuộc bắn phá, phần lớn là các phụ nữ và trẻ em được phóng thích vào chiều ngày 23 tháng 2. Những binh lính dưới quyền Đại tá Noguchi giết chết 1.000 đàn ông và phụ nữ, trong khi số con tin khác chết do hỏa lực của Hoa Kỳ.
Ổ kháng cự cuối cùng của quân Nhật là tại Tòa nhà Tài chính, vốn chỉ còn là một đống đổ nát sau các cuộc bắn phá dữ dội của quân Mỹ, và bị san bằng sau đó bởi pháo binh hạng nặng vào ngày 3 tháng 3.
Nhà sử học quân đội Robert R. Smith đã viết:"Griswold và Beightler đã không sẵn sàng cho một cuộc tấn công mà chỉ có lực lượng bộ binh tham gia. Không chỉ huy động lực lượng pháo binh, họ bắt đầu lên kế hoạch dùng một hỏa lực khủng khiếp dội lên quân Nhật kéo dài trong các ngày 17 đến 23 tháng 2 và sẽ bao gồm hỏa lực gián tiếp có tầm bắn lên đến 8.000 yard cũng như hỏa lực trực tiếp, hay hỏa lực bắng thẳng có tầm 250 yard. Họ đã dùng đến tất cả các quân đoàn và sư đoàn pháo binh có được, từ pháo nòng 240mm trở xuống. (...) làm thế nào mà mạng sống dân thường có thể được cứu dưới làn đạn như thế này, tương tự như khi họ phải hứng chịu một cuộc oanh tạc từ trên không. Kết quả của cuộc tấn công là giống như phần lớn các trận đánh khác trong thành phố: Intramuros đã bị san bằng thật sự.". "Các bức tường cổ xưa của thành phố đã gần như đã bị san bằng và không thể phục hồi. Quân đoàn XIV và Sư đoàn 37 vào thời điểm hiện tại của trận đánh, đã coi trọng mạng sống của binh lính hơn là những di tích cổ xưa. Sự tàn phá do quyết định của quân Mỹ gây ra chống lại kẻ thù đã quyết hi sinh dường như là hợp lý".
Trước khi trận chiến kết thúc, MacArthur đã triệu tậm một hội đồng lâm thời gồm những người Philippines tại Lâu đài Malacanang và tuyên bố thành lập Thịnh vượng chung Philippines. "Đất nước tôi đã giữ lời hứa" ông nói với hội đồng đã tập hợp. "Thành phố thủ đô của các các bạn đã bị tàn phá nặng nề nhưng đã trở lại vị trí vốn có của nó-thành lũy của nền cộng hòa ở phương Đông."

## Kết quả
Trong thời gian còn lại của tháng lực lượng Mỹ và quân du kích Philippines càn quét các vị trí kháng cự còn lại của quân Nhật khắp thành phố. Với việc làm chủ được Intramuros từ ngày 4 tháng 3, Manila đã chính thức được giải phóng, nhưng với một tình trạng đổ nát, tàn phá nặng nề.Trận chiến đã gây tổn thất 3.010 lính Mỹ chết và 7.565 bị thương. Ước tính khoảng 100.000 dân thường Philippines bị giết một cách có chủ ý từ cả hai phí quân Nhật và hỏa lực từ pháo binh và oanh tạc bằng máy bay của quân Mỹ. Khoảng 12.000 lính Nhật chết phần lớn là từ Lực lượng Phòng thủ Manila.
Trong trận đánh kéo dài suốt một tháng này, những cuộc đụng độ giữa lực lượng Mỹ và Nhật đã tàn phá cả thành phố Manila hơn cả một cuộc không kích thực hiện bởi Luftwaffe gây ra cho Luân Đôn, hậu quả của nó là phá hủy nặng nề cơ sở hạ tầng của thành phố và khiến con số người chết có thể so sánh với Trận ném bom Tokyo hay Vụ ném bom nguyên tử xuống Hiroshima và Nagasaki.

### Sự phá hủy thành phố
Trận Manila là trận đánh ở thành thị đầu tiên và ác liệt nhất ở chiến trường Thái Bình Dương, từ thời điểm MacArthur bắt đầu chiến dịch nhảy cóc của ông từ New Guinea vào năm 1942, dẫn đến cuộc đổ bộ lên Nhật Bản vào năm 1945. Chỉ có vài trận đánh kéo dài trong thời gian vài tháng thuộc Thế chiến II vượt quá mức độ tàn phá và thảm khốc ở Manila.
Bục dựng cột cờ bằng thép tại lối vào thuộc tòa nhà cũ của Lãnh sự quán Hoa Kỳ nằm ở Intramuros, bị vô số mảnh đạn găm vào và vẫn còn lại cho tới ngày nay, là một chứng cứ cho cuộc chiến khốc liệt, dữ dội trong thành phố. Trong biên niên sử, Manila đã cùng với Stalingrad là một trong những nơi diễn ra các trận đánh đô thị ác liệt nhất trong Thế chiến II.
Về phía người Philippines thì họ cũng đã mất đi rất nhiều kho tàng văn hóa và lịch sử trong trận chiến tại Manila, được biết đến như một chương buồn trong lịch sử dân tộc. Vô số các tòa nhà chính phủ, đại học và trường đại học, nhà tu, tu viện và nhà thờ, và kèm theo đó là chứng tích ghi lại sự thành lập của thành phố đã bị biến thành đống đổ nát. Các di sản văn hóa (bao gồm nghệ thuật, văn học và đặc biệt là kiến trúc) nơi giao lưu các nền văn hóa của phương Đông và chịu ảnh hưởng của văn hóa Tây Ban Nha, Hoa Kỳ biến mất. Manila, đã một lần là nơi được mệnh danh là "Hòn ngọc Viễn Đông" bởi sự giao thoa của lối sống phương Đông và Âu châu đã bị quét sạch.
Phần lớn các tòa nhà bị hư hại trong chiến tranh đã bị "Quốc hội" phá hủy sau trận giải phóng, như là một phần của công việc tái thiết Manila, thay thế kiến trúc Âu châu trong thời kỳ thuộc địa Tây Ban Nha và Hoa Kỳ trước đây, thay thế bằng phong cách kiến trúc Hoa Kỳ hiện đại. Chỉ có vài tòa nhà vẫn còn nguyên vẹn.

### Kỷ niệm trận chiến
Ngày 18 tháng 2 năm 1995, Đài Tự do cũng được biết đến với cái tên Tượng đài tưởng niệm Manila Monument được dựng nên để tưởng nhớ các nạn nhân của trận chiến. Tượng đại tọa lạc tạt Plaza de Santa Isabel, cũng được biết đến với cái tên Plaza Sinampalukan, nằm ở góc đường General Luna và Anda Streets tại Intramuros, Manila. Tại đây có dòng chữ:
"Tượng đài này để tưởng nhớ tất cả nạn nhân vô tội của chiến tranh, nhiều người trong số họ đã ra đi trong lãng quên và an nghỉ trong một ngôi mộ chung, hay thậm chí là hoàn toàn không biết về ngôi mộ của họ, thân thể của họ đã bị thiêu rụi bởi ngọn lửa hay bị chôn vùi trong đống đổ nát của thành phố và không bao giờ được tìm thấy."
"Hãy để bia mộ bằng phiến đá này dành cho mỗi một người trong số 100.000 đàn ông, phụ nữ, trẻ em và trẻ sơ sinh bị giết ở Manila trong suốt trận chiến giải phóng trong khoảng thời gian, 3 tháng 2 - 3 tháng 3 năm 1945. Chúng tôi đã và sẽ không bao giờ lãng quên họ."
"Họ có lẽ đã an nghỉ trong hòa bình như là một phần lịch sử hãi hùng của thành phố này: Manila yêu dấu của chúng ta."